# Ainudrilus pauciseta
Ainudrilus pauciseta är en ringmaskart som beskrevs av Wang och Erseus 2003. Ainudrilus pauciseta ingår i släktet Ainudrilus och familjen glattmaskar. Inga underarter finns listade i Catalogue of Life.